# ウェイクアップ!ネッド
『ウェイクアップ!ネッド』（Waking Ned）は、カーク・ジョーンズ監督・脚本による1998年の映画である。

## あらすじ
アイルランドの小さな村、タリーモア。この村の誰かが、12億円の宝くじに当選したという記事を見て、ジャッキーとマイケルは当選者のおこぼれをもらおうと村中を探しまわり、ようやく当選者のネッドを見つけることに成功。しかしネッドは、当選したことで心臓発作を起こし既に亡くなっていた。

## キャスト
※括弧内は日本語吹替（エスピーオーから発売されたVHSに収録。）
- ジャッキー：イアン・バネン（納谷悟朗）
- マイケル：デイビット・ケリー（松岡文雄）
- マギー：スーザン・リンチ（塩田朋子）
- ビッグ・フィン：ジェームズ・ネスビット（落合弘治）
- アニー：フィオヌラ・フラナガン（火野カチコ）
- デニス：ジェームズ・ライランド（後藤哲夫）
- ケネディ：モーラ・オマリー（瀬畑奈津子）
- ブレンディ：パディー・ワード（藤本譲）
- モーリス：ロバート・ヒッキー（津村まこと）
- パット：フィンタン・マッキーオン（仲野裕）
- リジー：エモン・ドイル（青木和代）
  - その他吹替：佐久田修、筒井巧、大橋世津、秋間登、遠藤純一

## 評価
Rotten Tomatoesでは59個のレビューで支持率83%となった。

### 映画賞ノミネート
| 映画祭・賞         | 部門       | 候補                                                                                                  | 結果       |
| ------------------ | ---------- | --- | ---------- |
| 英国アカデミー賞   | 新人賞     | カーク・ジョーンズ                                                                                    | ノミネート |
| 全米映画俳優組合賞 | キャスト賞 | イアン・バネン、フィオヌラ・フラナガン、 デイビット・ケリー、スーザン・リンチ、ジェームズ・ネスビット | ノミネート |
| 全米映画俳優組合賞 | 助演女優賞 | デイビット・ケリー                                                                                    | ノミネート |